# Patrick Reiter
Patrick Reiter (ur. 17 sierpnia 1972) – austriacki judoka. Dwukrotny olimpijczyk. Zajął 33 miejsce w Atlancie 1996 i odpadł w eliminacjach w Sydney 2000. Startował w kategorii 71 kg. Brązowy medalista mistrzostw świata w 1995 i 1997 a siódmy w 1999. Zdobył cztery medale na mistrzostwach Europy, w tym złoty w 1995. Triumfator mistrzostw świata wojskowych w 1997 i 2000. Trzeci na światowych igrzyskach wojskowych w 1999. Sześciokrotny medalista kraju; pierwszy w latach 1993-1995 i 2000 roku. 
- Turniej w Atlancie 1996

Przegrał w 1/32 z Uzbekiem Vladimirem Shmakovem i odpadł z turnieju.
- Turniej w Sydney 2000

Przegrał w 1/16 z Niemcem Florianem Wannerem i odpadł z turnieju.